# Cryptomyzus ribis
Puceron jaune du groseillier
Espèce
Synonymes
- Aphis ribis Linnaeus, 1758[1]
- Capitophorus ribis[1]
- Cryptomyzus (Cryptomyzus) ribis (Linnaeus, 1758)[1]

Cryptomyzus ribis, communément appelé le Puceron jaune du groseillier, est une espèce de pucerons responsable de « fausses galles » sur les feuilles du groseillier. Les piqûres provoquent des boursouflures sur le limbe des feuilles qui prennent une coloration rouge vineux caractéristique.

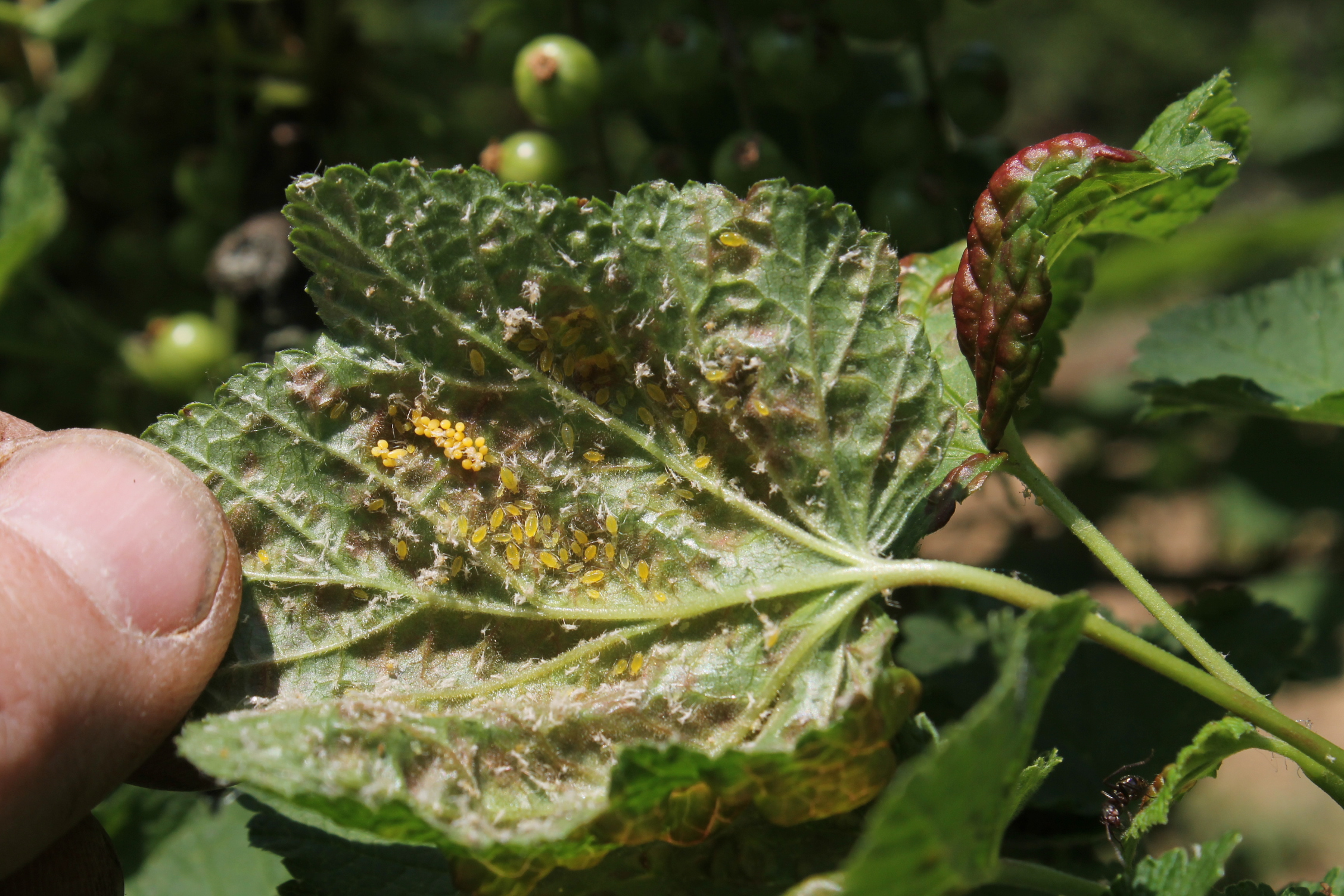
Cryptomyzus ribis sous les feuilles d'un groseillier
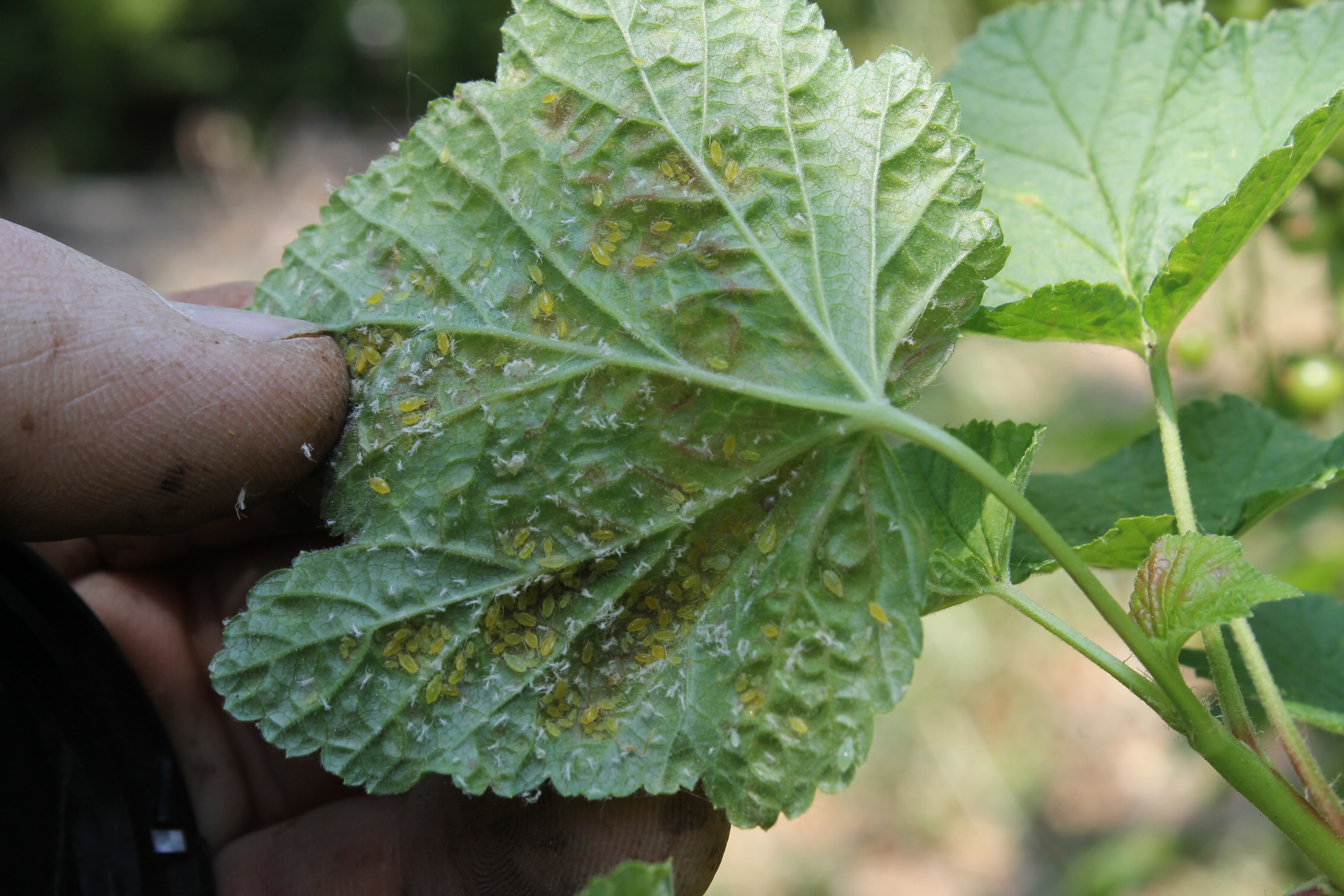
Cryptomyzus ribis
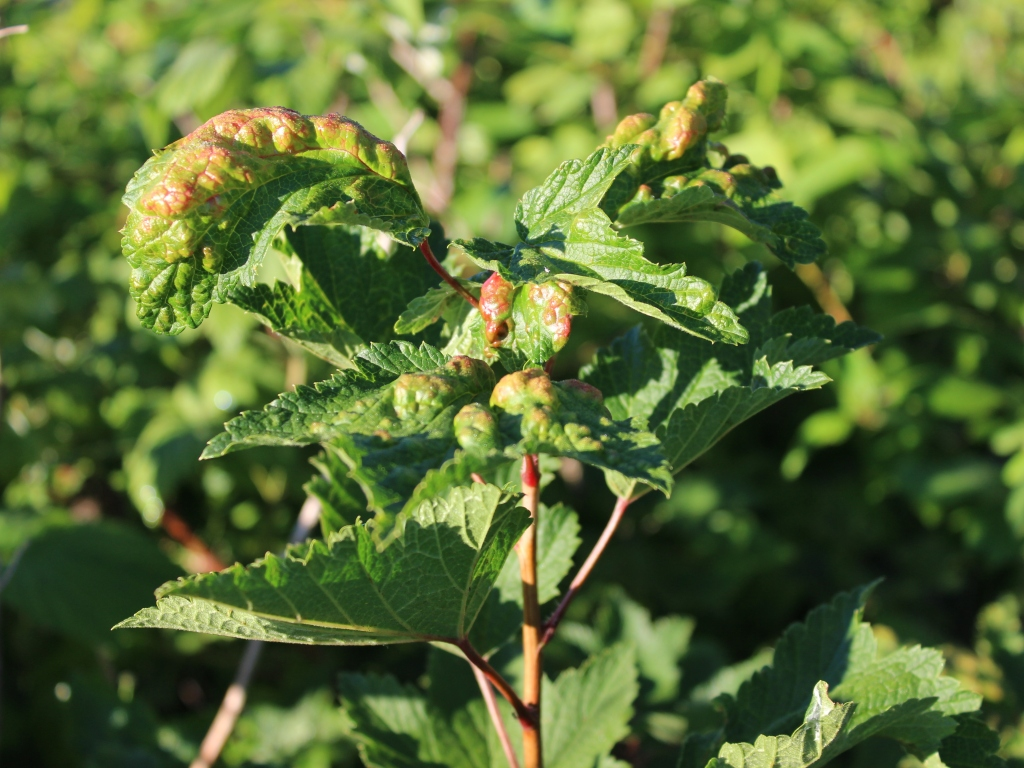
Fausse galle causée par Cryptomyzus ribis sur un groseillier.